# Mauléon
 Mauléon  es una población y comuna francesa, situada en la región de Poitou-Charentes, departamento de Deux-Sèvres, en el distrito de Bressuire y cantón de Mauléon.

## Demografía
| 6586 | 6710 | 6991 | 7234 | 7514 | 7327 |
| Para los censos de 1962 a 1999 la población legal corresponde a la población sin duplicidades (Fuente: INSEE [Consultar]) |      |      |      |      |      |

Ciudades hermanadas
- Kirkel (Alemania)
- Torrox (España)